# Nicolas Offenstadt
Pour les articles homonymes, voir Offenstadt.
Nicolas Offenstadt, né le 9 octobre 1967 à Suresnes (Hauts-de-Seine), est un historien français, maître de conférences en histoire du Moyen Âge à l'université Panthéon-Sorbonne.

## Biographie

### Famille
Issu de la bourgeoisie, fils de médecins tous deux férus de culture classique, Nicolas Offenstadt passe son enfance à Neuilly-sur-Seine. Son père Georges Offenstadt (1944-2019) était chef de service de réanimation à l'hôpital Saint-Antoine à Paris, et le petit-fils de Georges Ernest Offenstadt, éditeur de presse. Sa mère, Claudine Lévy, est la petite-fille d'Isidore Lévy, professeur au Collège de France.

### Formation
Il effectue une scolarité peu brillante jusqu'à son entrée en histoire à l'université Paris-1 Panthéon-Sorbonne, où il s'inscrit sans conviction avant de se passionner très vite pour la matière.
Agrégé et docteur en histoire — il soutient une thèse sur la paix au Moyen Âge sous la direction de Claude Gauvard —, diplômé de l'Institut d'études politiques de Paris (1989), il est ancien pensionnaire de la fondation Thiers.

### Carrière universitaire
Disciple de Claude Gauvard, il est maître de conférences en histoire du Moyen Âge à l'université Panthéon-Sorbonne. Il travaille sur les pratiques de la guerre et de la paix du Moyen Âge à l'époque contemporaine.
Il se dit « passionné par les traces », dès l'enfance, ce qui peut expliquer son intérêt ultérieur pour la Grande Guerre et la postérité de la RDA où il pratique régulièrement l'urbex.

#### Commentaires
Il est décrit par Libération comme ambitieux et travailleur. Claude Gauvard, son ancienne directrice de thèse et actuelle collègue, note qu'« il a une capacité de travail colossale. Il est brillant, rigoureux, dynamique, mais c’est un électron libre qui manque parfois de modestie, et indispose les universitaires. La jalousie étant ce qu’il reste à l’université, il a beaucoup d’ennemis. »

### Autres activités
Il collabore régulièrement au Monde des livres, à L'Histoire et aux activités du Collectif de recherche international et de débat sur la guerre de 1914-1918 et du Comité de vigilance face aux usages publics de l'histoire (CVUH) à la création duquel il a participé.

## Thèmes de recherche
Nicolas Offenstadt a travaillé sur le Moyen Âge (État, espace public, guerre et paix), la Première Guerre mondiale (conflit, soldats, mutineries) et la République démocratique allemande (RDA) (mémoire, ruines urbaines), tout en abordant des questions historiographiques.
En collaboration avec Patrick Boucheron, il a mené des recherches sur la notion d'espace public au Moyen Âge en partant des travaux de Jürgen Habermas portant sur l'Époque moderne. Il s'intéresse à la pratique sonore, comme avec le crieur public du XVe siècle Jean de Gascogne.
Membre du comité scientifique des commémorations du centenaire de la Première Guerre mondiale, il a participé à la rédaction d'un rapport sur la réintégration des fusillés de ce conflit dans la mémoire collective, qui a notamment conduit à créer des espaces consacrés aux 639 fusillés à l'hôtel des Invalides.
Pendant l'été 2018, il tient une chronique dans La Croix et sur France Inter pour évoquer la « sortie de la guerre » du premier conflit mondial à travers l’Europe.
Il a mené une enquête sur l'ex-République démocratique allemande, au cours d'une exploration urbaine (urbex), visitant plus de 200 sites délaissés et inventoriant divers objets, archives et traces matérielles, notamment des inscriptions, des statues et des mémoriaux. Il avance notamment que la RDA a subi un « écrasement » économique et symbolique depuis la réunification. Dans Urbex RDA. L’Allemagne de l’Est racontée par ses lieux abandonnés (2019), il étudie, photographiee à l'appui, des lieux « en déshérence » tels que usines, magasins, maisons de la culture, tours, abattoirs, grâce auxquels l'historien peut « faire parler les ruines ». Au-delà de l'exploration des friches urbaines, l'ouvrage relativise le passage de la RDA à la « démocratie heureuse » au moment de la réunification.

## Réception de ses publications

### Les Fusillés de la Grande Guerre…(2000)
Pour Édouard Lynch, le livre a le mérite d'être « toujours attentif à la dimension comparative », qui vient en contrepoint d’une histoire trop souvent franco-française.
A contrario, pour Jean-Jacques Becker, si l'ouvrage n'est pas inutile, l'auteur ne traite pas le sujet annoncé et pour la part qu'il traite en déforme « gravement les conclusions ».

### Sur la RDA
Michel Fabréguet, professeur à Sciences Po Strasbourg, dans sa réception de l'ouvrage Le Pays disparu. Sur les traces de la RDA (2018), juge que Nicolas Offenstadt restitue le passage de la présence de l'ancien État communiste « avec talent » aux détours d’une brocante, par la découverte d’archives dans des friches industrielles isolées et en dénichant les plaques ou les noms de rues disparues en exploitant les vieux guides urbains du temps de la RDA. Pour sa part, l'historien René Schlott du Zentrum für Zeithistorische Forschung estime que l'essai est innovateur sur le plan méthodologique, mais contestable quant au contenu, l'histoire de la RDA par Offenstadt se réduisant au « seul récit des pertes ». Aussi « inspirantes » que soient les méthodes de l’exploration urbaine, les conclusions sont, selon lui, « problématiques ». Offenstadt utilise à maintes reprises les expressions « pays vaincu » et « le vainqueur », donnant au lecteur « l'impression que Helmut Kohl lui-même avait ravagé "l'est annexé" au bulldozer », en omettant que « tous ces changements sont basés sur des décisions démocratiques majoritaires de la population de l'ex-RDA. » Schlott considère ainsi que « la valeur de la nouveauté de l'essai reste faible malgré la "perspective extérieure" prometteuse. »
Pour le journal Le Monde, Urbex RDA apporte « la démonstration de l’intérêt de l’urbex pour la connaissance historique ». » Pour Libération, Urbex RDA montre « la violence de la liquidation de l’économie socialiste dans les années 1990. » L'historienne Sonia Combe souligne que son exploration urbaine en RDA lui fait « enjamber les frontières et délocaliser ses objets de recherche », en tentant de ramener au grand jour tant d'« histoires de vie jetées à la poubelle. »
Dans un article consacré à l'historiographie de la RDA en France, l'historien Ulrich Pfeil estime que, quand Nicolas Offenstadt se plaint de la double éradication des mémoires de la RDA et des traditions du mouvement ouvrier allemand, il oublie, d'une part, que la culture historique ouest-allemande a « largement remplacé le culte des héros par l'empathie pour les victimes », de l'autre, il omet le fait que la commémoration antifasciste en RDA avait un caractère hagiographique et d'endoctrinement. Pfeil considère que la méthode d'« exploration urbaine » (urbex) utilisée par Offenstadt a un potentiel innovant, mais, d'un point de vue historiographique, elle devient problématique si elle se limite à un seul aspect et l'utilise pour expliquer toute l'histoire de la RDA et la manière dont ces régions ont été traitées après 1989-1990. Cette « Ostalgie à la française » correspond, selon lui, à « un courant populiste de gauche dans les études historiques, qui instrumentalise l'histoire de la perte de la RDA et de l'unité allemande dans sa lutte idéologique contre le soi-disant "néolibéralisme", sait la placer habilement dans les médias, la politise et la dogmatise dans le cadre de la politique intérieure française troublée. »
Dans un article en réponse, Nicolas Offenstadt critique la présentation que fait Ulrich Pfeil de ses travaux. Il affirme notamment juger très regrettable qu'« Ulrich Pfeil veuille absolument charger ces livres d'arrière-plans idéologiques », qu'il dit lui-même rejeter. Il se défend de partager l'idée que « la mémoire de la RDA ait été dominée par une lecture politique et répressive de son histoire pour de nombreuses années après 1990 », ni même la moindre « nostalgie » pour le régime de la RDA. Surtout, il estime que Pfeil n'a manifestement pas lu le livre sérieusement et que son attaque est avant tout une prise de position politique de sa part, sans égards pour le contenu de l'ouvrage.

## Prises de position
Très présent dans les médias, Nicolas Offenstadt prend position régulièrement dans les débats qui traversent la société française. Homme de gauche, il défend la place d'un « historien dans la cité », prônant une histoire « hors les murs », qui s'appuie sur les lieux et vise tous les publics. Il critique régulièrement les journalistes et essayistes historiques Lorànt Deutsch et Stéphane Bern, les considérant comme des « histrions réactionnaires ».
Il a créé en 2005, avec Gérard Noiriel et Michèle Riot-Sarcey, le Comité de vigilance face aux usages publics de l'histoire (CVUH).
Pendant la présidence de Nicolas Sarkozy, dont il critique le « discours identitaire », il déplore les cérémonies officielles visant à faire de Lazare Ponticelli un héros de la nation.
Lors du mouvement des enseignants-chercheurs, début 2009, il est particulièrement impliqué, en participant par exemple à l'occupation de la Sorbonne contre la loi Pécresse le jeudi 26 mars.
Pour le second tour de l'élection présidentielle de 2012, il cosigne, avec d'autres intellectuels, une tribune appelant à voter pour François Hollande.
En 2015, il défend les projets de programmes d'histoire du collège émanant du Conseil supérieur des programmes en signant avec d'autres historiens une tribune dans Le Monde.
En 2018, il s'oppose à l'introduction de la plate-forme d'orientation Parcoursup.
En octobre 2022, il commence une chronique historique hebdomadaire dans les colonnes de L'Humanité Magazine, notamment consacrée à l'urbex. Il prolonge cette chronique en  septembre 2023 après avoir fait part d'une interrogation sur sa collaboration.

## Publications
- Les Fusillés de la Grande Guerre et la mémoire collective (1914-1999), Ed. Odile Jacob, 1999.  (ISBN 978-2-7381-0747-3). Nouvelle édition 2009  (ISBN 978-2-7381-2352-7)
- « Si je reviens comme je l'espère » : Lettres du front et de l'arrière, 1914-1918 (présentation et notes de Rémy Cazals et Nicolas Offenstadt), Grasset, 2003.
- Oyez ! Haro ! Noël ! Pratiques du cri au Moyen Âge, en collaboration avec Didier Lett, Publications de la Sorbonne, 2003.
- La Grande Guerre en 30 questions, La Crèche, Geste éditions, 2007.
- Affaires, scandales et grandes causes, de Socrate à Pinochet, en collaboration avec Stéphane Van Damme, Stock, 2007.
- Faire la paix au Moyen Âge, Ed. Odile Jacob, mars 2007  (ISBN 2-7381-1099-1).
- L'histoire bling bling. Le Retour du roman national, Stock, 2009.
- Un Moyen Âge pour aujourd'hui, en coll. avec Olivier Matteoni et Julie Claustre, PUF, 2010.
- L’historiographie, Paris, PUF « Que sais-je », 2011.
- L’espace public au Moyen Âge. Débats autour de Jürgen Habermas, en collaboration avec Patrick Boucheron, Paris, PUF, 2011,
- En place publique : Jean de Gascogne, crieur au XVe siècle, Stock, 2013  (ISBN 9782234064164)
- L'Histoire un combat au présent, conversation avec Régis Meyran, Textuel, coll. « Conversations pour demain », 2014.
- Le pays disparu. Sur les traces de la RDA, Paris, Stock, coll. « Les Essais », 2018[30].
- Urbex RDA : L'Allemagne de l'Est racontée par ses lieux abandonnés, Paris, Albin Michel, coll. « Beaux Livres », 2019, 258 p. (ISBN 978-2-226-44357-1).
- Urbex : Le phénomène de l'exploration urbaine décrypté, Paris, Albin Michel, coll. « Mémoires imaginaires », 2022, 188 p. (ISBN 9782226471543).

### Directions
- (dir.) Le Chemin des Dames. De l'évènement à la mémoire, Stock, Paris, 2004.
- (dir.) Les Mots de l’historien, Presses Universitaires du Mirail, 2009.

### Articles
- « Paix de Dieu et paix des hommes : L'action politique à la fin du Moyen Âge », Politix, no 58,‎ 2002, p. 61-81 (lire en ligne).
- « Le pays a un héros : le dernier poilu », L'Histoire,‎ mai 2007, début de l'article disponible ici.
- « La Figure imposée du dernier poilu », Le Monde diplomatique,‎ avril 2008, début de l'article disponible ici.

### Documentaire
- Rendez-vous au monument aux morts (2014, 47 min), un film de Jacquie Chavance et Marie Mora Chevais, produit par CNRS Images